# Église Saint-Pierre-ès-Liens de Queyssac
L'église Saint-Pierre-ès-Liens est l'église du village de Queyssac en Dordogne. C'est un exemple remarquable de roman bergeracois. Elle est dédiée à saint Pierre aux liens (Ac 12,7) et dépend pour le culte de la paroisse Saint-Jacques-en-Bergeracois qui regroupe les anciennes paroisses de Bergerac et de ses environs et fait partie du diocèse de Périgueux.

## Histoire et description

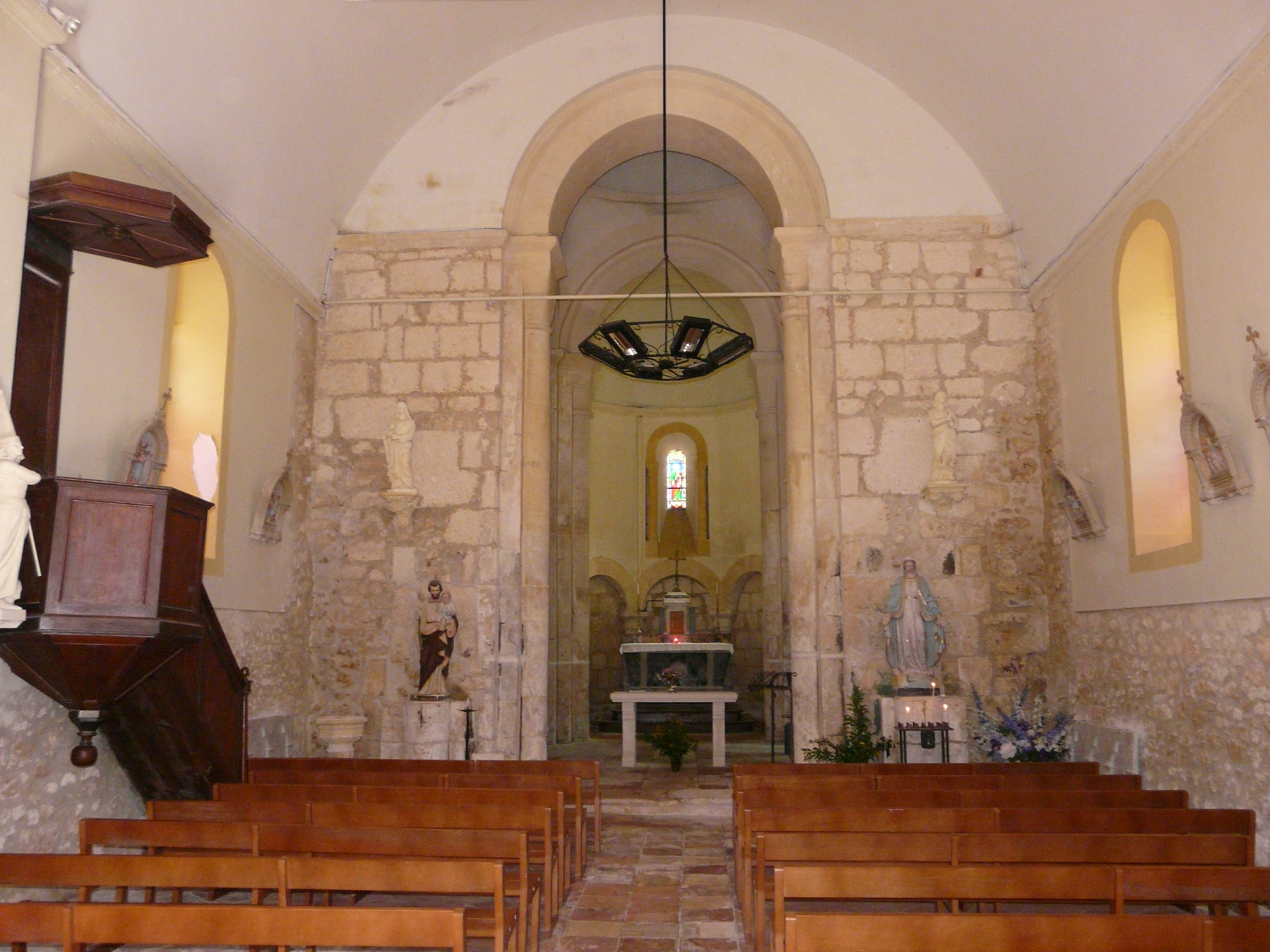
Nef et chœur au fond

La partie la plus ancienne de l'église concerne le chevet et la tour-clocher massive qui datent de la fondation de l'édifice durant les années 1080-1090, selon l'historien Jean Secret. C'est une ancienne église priorale sans doute bénédictine. Queyssac devient un foyer religieux important avec l'arrivée en plus de l'ordre de Grandmont qui fonde à proximité la « celle » de Brédier au XIIe siècle qui sera détruite à l'époque des guerres de Religion, puis au XVIe siècle de la construction d'une commanderie par l'ordre de Saint-Jean de Jérusalem. L'église se trouve au sommet d'un vallon au bord de la rivière.
L'avant-chœur est surmonté d'une coupole à 11 mètres de hauteur avec des arcs-doubleaux et des arcs formerets. Des chapiteaux au coin de la nef montrent des figures humaines dont un personnage barbu. L'abside éclairée de trois fenêtres étroites (est, nord et sud) montre une arcade de plein cintre. Le chœur est séparé de la nef par un arc-doubleau en plein cintre donnant accès à la travée sous coupole. La tour-clocher carrée possède des vestiges d'un escalier à vis au nord qui devait mener à la chambre des cloches aux trois baies campanaires (symboles de la Trinité) des quatre côtés. La toiture du clocher est à quatre versants qui devaient être autrefois recouverts de lauzes et sont maintenant recouverts de tuiles plates. L'abside polygonale est soutenue par des contreforts plats avec une toiture à trois pans à tuiles romaines. .
La nef d'origine a été démolie pour une nef plus large que le chœur sans transept. Des bâtiments monastiques devaient être reliés au sud. La nef sans bas-côtés est éclairée de chaque côté par deux baies et au-dessus du portail par une petite fenêtre de plein cintre. Les vitraux sont du XIXe siècle. La corniche est bordée de modillons dont certains figuratifs. 
L'entrée de l'église se fait par l'allée du petit cimetière du village. La messe dominicale anticipée y est célébrée le troisième samedi du mois à 18h30 d'octobre à mai en plus des baptêmes, mariages et funérailles. Elle est ouverte aussi épisodiquement pour des concerts. L'ancien presbytère est un restaurant.

## Illustrations

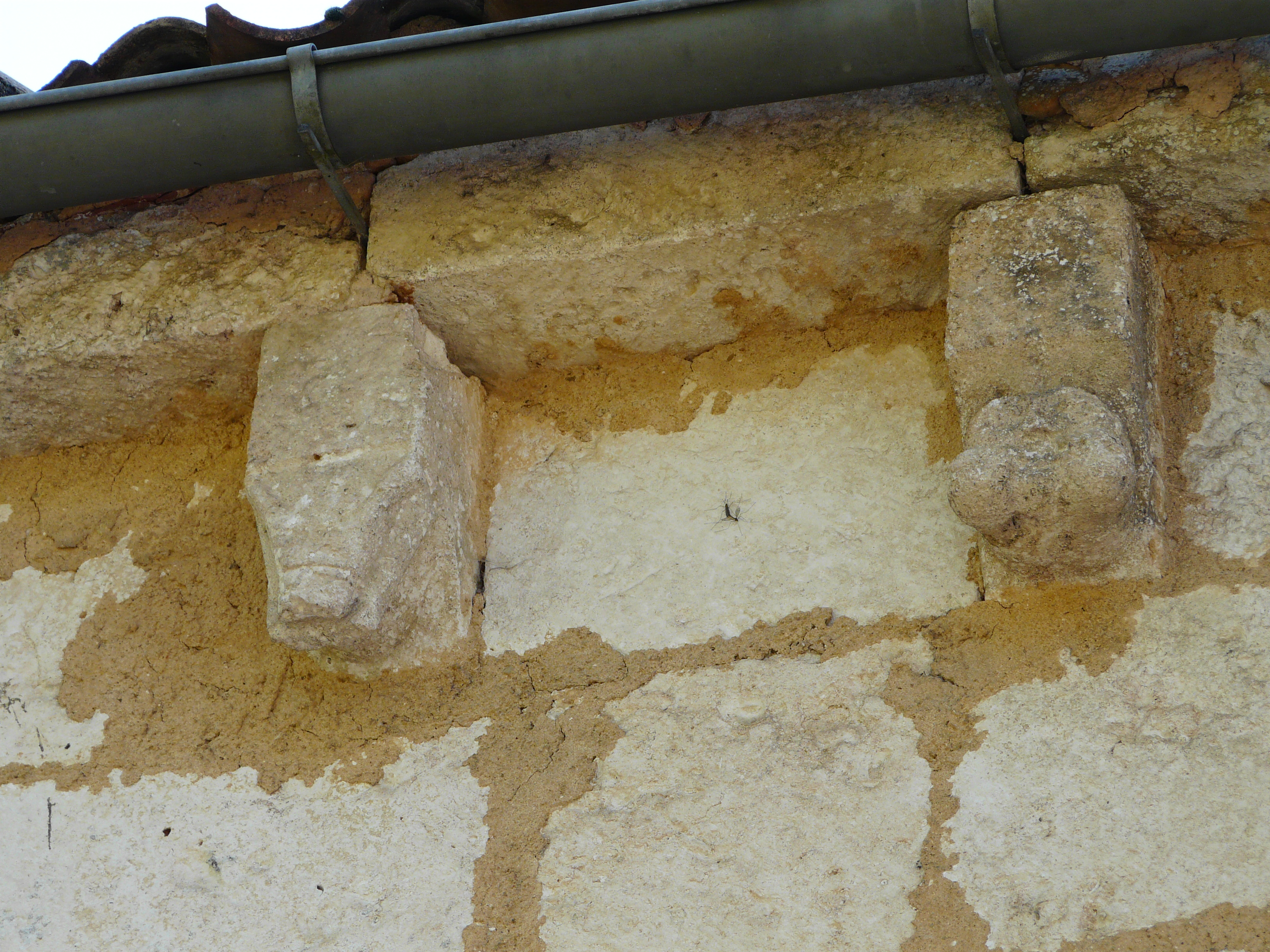
Modillons
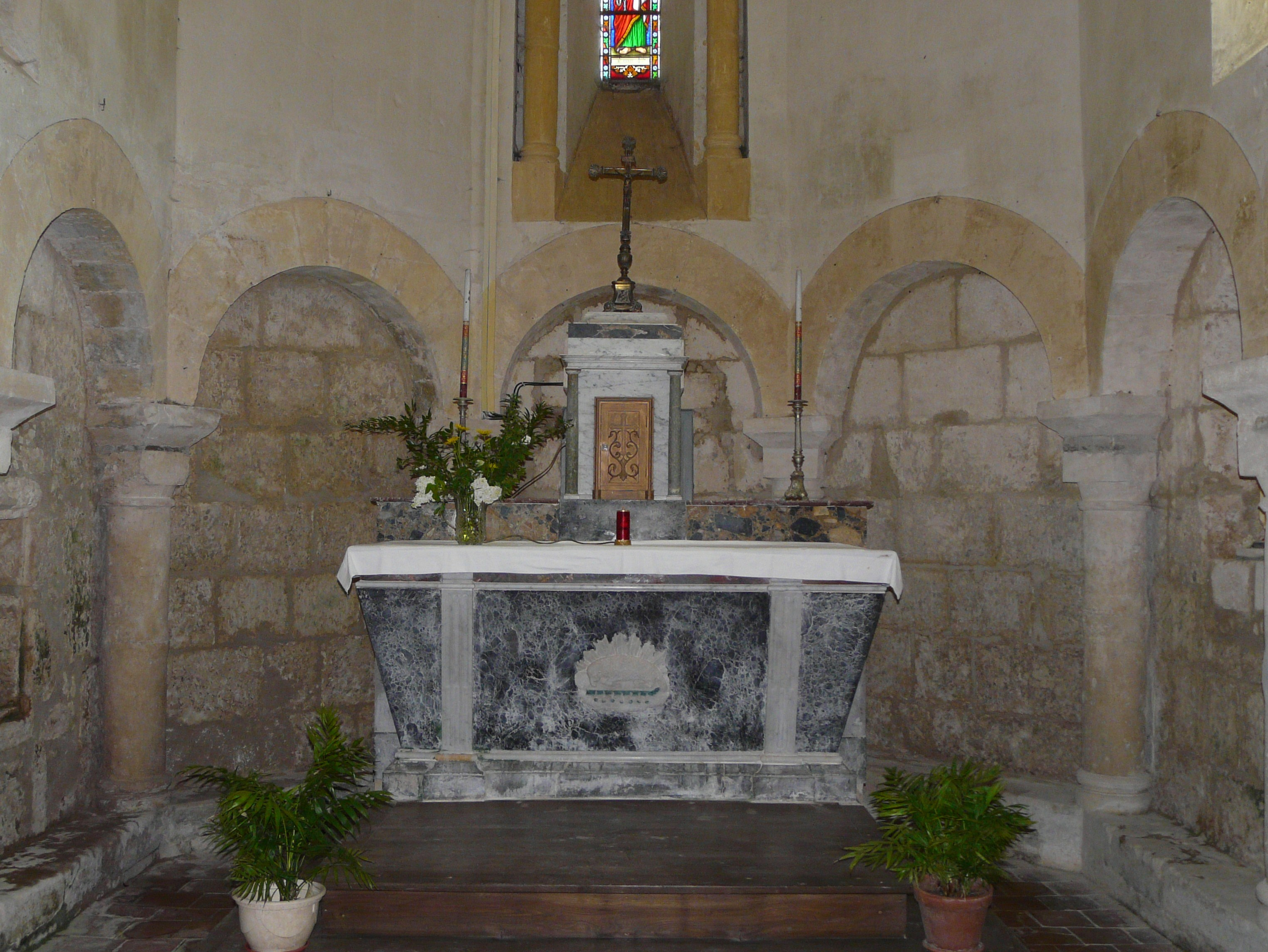
Autel et arcade
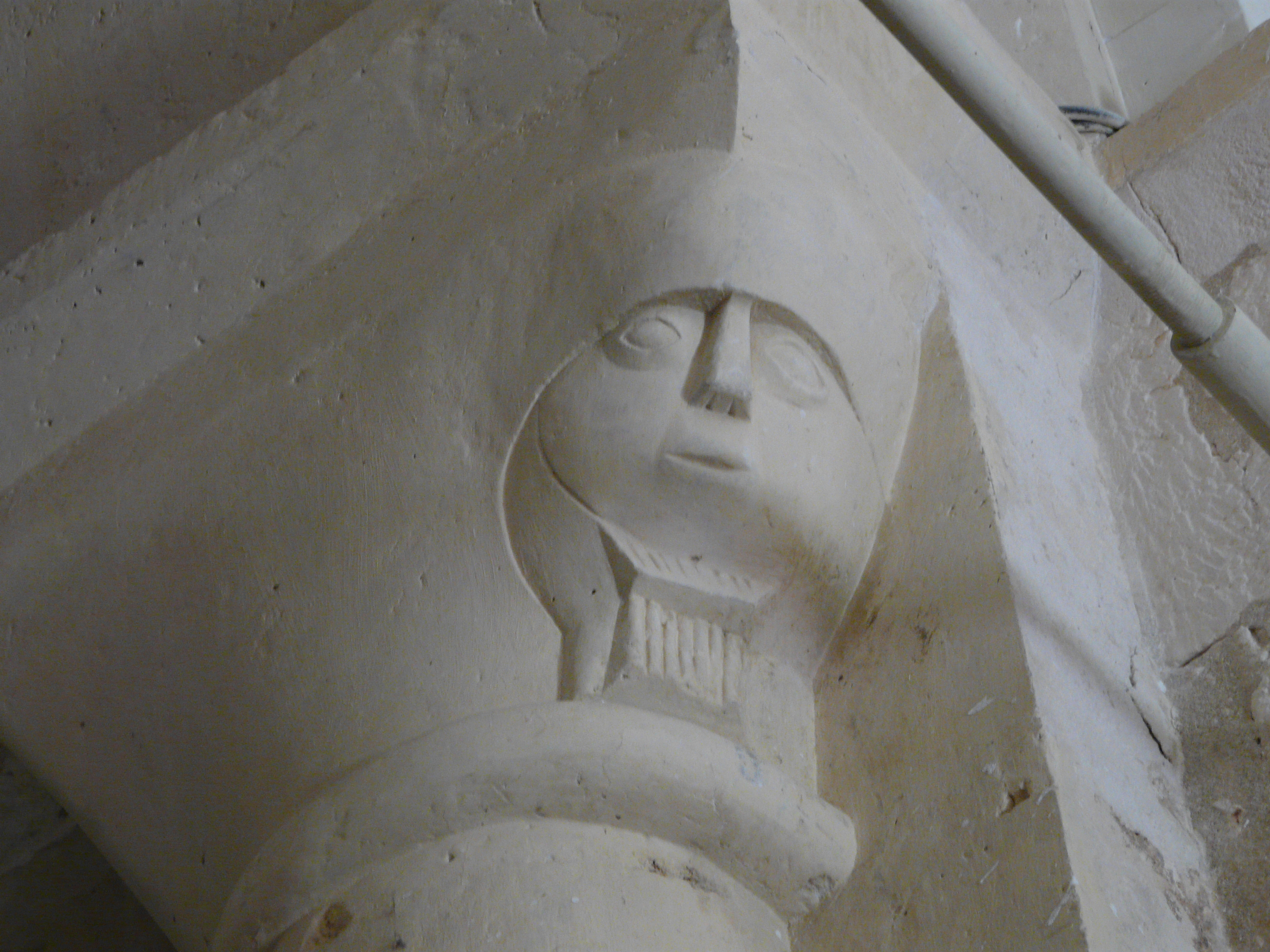
Chapiteau sculpté à l'angle de la nef et de l'avant-chœur
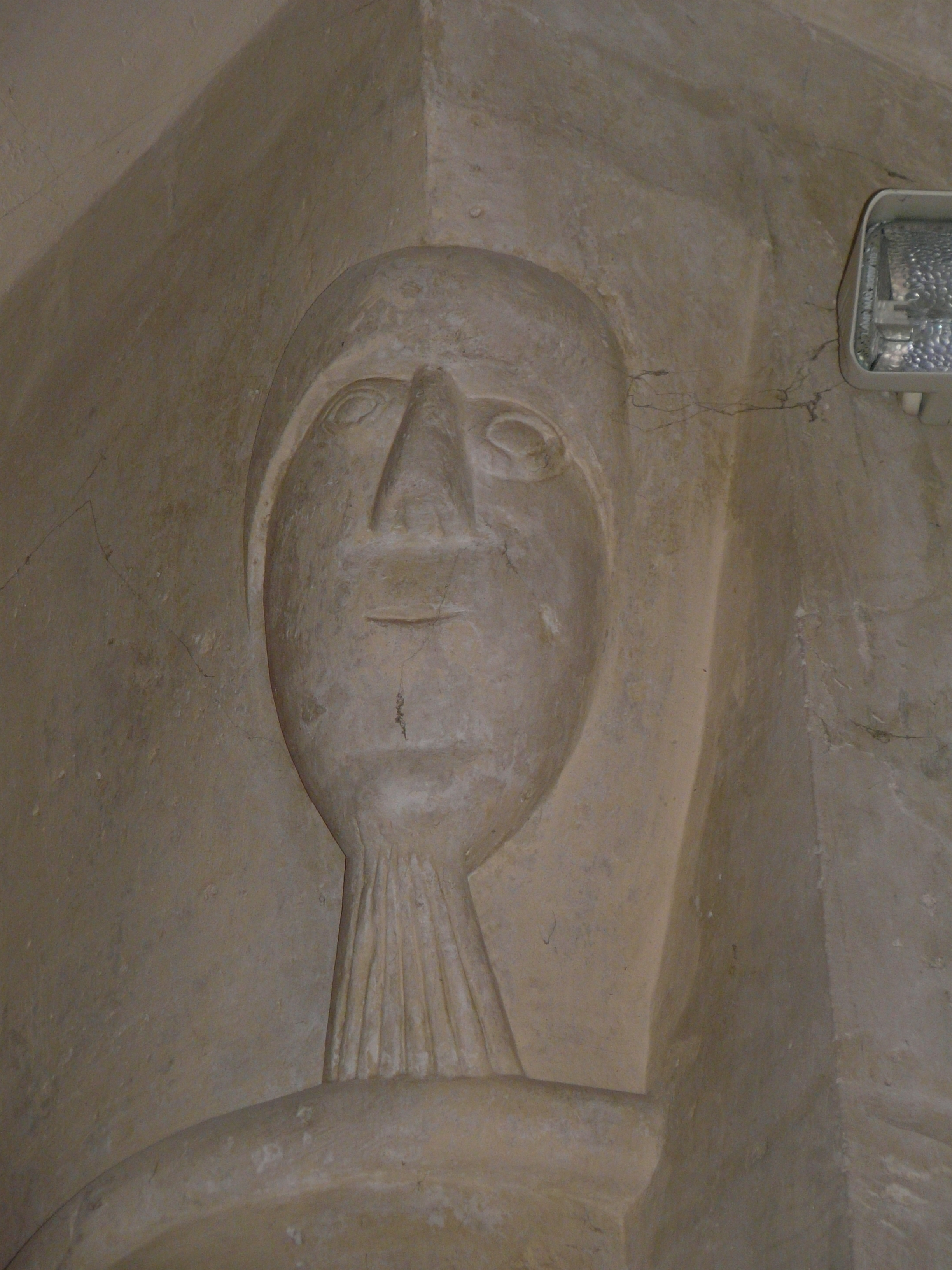
Chapiteau roman